# Valdelino Barcelos
Valdelino Rodrigues Barcelos (Ituiutaba, 27 de julho de 1976) é um empresário e político brasileiro. Integra a Câmara Legislativa do Distrito Federal desde 2019, durante sua oitava legislatura.

## Biografia
Barcelos se tornou morador de Brasília quando tinha dezessete anos de idade. Na capital federal, trabalhou como  lavador de carros, manobrista e frentista. Eventualmente se tornou motorista de táxi e empresário, adquirindo caminhões. Foi eleito presidente da Cooperativa dos Caminhoneiros Autônomos de Cargas e Passageiros em Geral (COOPERCAM). De 2006 a 2018, presidiu o Sindicato dos Transportadores Rodoviários Autônomos de Bens.
Em 2010, Barcelos se filiou ao Partido Republicano Progressista (PRP) e concorreu ao parlamento distrital. Com 10.603 votos, correspondentes a 0,75% dos votos válidos, não foi eleito. No pleito seguinte, disputou o mesmo cargo, igualmente sem sucesso, com 9.946 votos, ou 0,65%.
Barcelos foi eleito deputado distrital na eleição de 2018, com 9.704 votos, ou 0,66%. Na época, estava filiado ao Progressistas (PP). Os caminhoneiros constituíram sua principal base eleitoral. Na oitava legislatura, foi escolhido por seus pares como presidente da Comissão de Transporte e Mobilidade Urbana (CTMU). Também compôs a base governista do governador Ibaneis Rocha e a base evangélica.
Em 2019, primeiro ano de seu mandato, Barcelos apresentou projeto de lei para obrigar a construção de pontos para caminhoneiros nas vias de acesso às regiões administrativas e para estabelecer o Programa Escola sem Partido.